# Sidi Abdelkhalek
Sidi Abdelkhalek (àrab سيدي عبد الخالق) és una comuna rural de la província de Berrechid de la regió de Casablanca-Settat. Segons el cens de 2014 tenia una població total de 6.122 persones.